# Žerdin
Žerdin je priimek več znanih Slovencev:
- Alenka Zupančič Žerdin (*1966), filozofinja
- Ali (Aleksander) Žerdin (*1965), novinar, urednik, publicist
- Andreja Virk Žerdin, TV voditeljica, pisateljica, scenaristka
- Anton Žerdin Bukovec (*1950), misijonski škof v Peruju
- Cilka Dimec Žerdin (1930-2017), pedagoginja, defektologinja in publicistka
- Feri Žerdin (1935-1992), novinar (Gospodarskega vestnika)
- Franc Žerdin (*1949), rudarski strokovnjak in gospodarstvenik
- Lojzka (Vekoslava) Žerdin (1933-2020), plesalka, koreografinja in pedagoginja, prof. AGRFT
- Martina (Tina) Žerdin (*1980), harfistka, glasbena pedagoginja, publicistka (=? Tina Žižek?)
- Tereza Žerdin (*1938), defektologinja (specialna pedagoginja), mladinska pisateljica